# Junti
Junti is een bestuurslaag in het regentschap Serang van de provincie Banten, Indonesië. Junti telt 6671 inwoners (volkstelling 2010).